# Lingua tagish
Il tagish è la lingua parlata dal popolo Tagish dello Yukon nel Canada nord-occidentale. 
Appartiene alla famiglia linguistica delle lingue athabaska settentrionali. 